# 彩虹★队长
《彩虹★队长》（日語：キャプテン★レインボー）是一款由Skip Ltd.开发并由任天堂发行在Wii平台上的原创动作冒险游戏。本作于2008年8月28日在日本发售，之后曾有在海外发售的计划，不过因为不明原因而取消。
游戏主角是一位叫尼克（日語：ニック）的过气电视演员，他曾饰演过红遍荧幕的超级英雄形象“彩虹★队长”。他为了使自己日渐衰落的支持度回到之前的水平而向传说中能令一切愿望成真的米敏岛进发。但是尼克发现事情和他想象的越来越不一样。